# Llúgols
Llúgols (['ʎuɣuls] és un poble de la comuna de Rià i Cirac, a la comarca nord-catalana del Conflent.
És a l'esquerra de la Tet, a l'extrem nord-oest de la comuna, al Pla de Vall en So.

## Etimologia
Joan Coromines explica que el nom d'aquest poble procedeix del diminutiu del mot llatí lūcus, clos de bosc consagrat a una divinitat, en la forma lucǔlus, que significava concretament bosc sagrat.

## Història
El lloc de Llúgols està documentat des del 977, quan Sant Miquel de Cuixà hi tenia un alou. Aquest monestir va tenir la senyoria del lloc des del 1300 fins a la fi de l'Antic Règim.En aquesta mateixa època està documentada una família amb el cognom de Llúgols: Arnau de Llúgols, citat el 1189.

## Geografia
Llúgols és al nord-oest del terme comunal, al capdamunt del Còrrec de Llúgols, afluent per l'esquerra del Callau. És un poble en part despoblat, tot i que conserva algunes cases habitades, sobretot en etapes estacionals. Té l'església, antigament parroquial, de Sant Cristau, o Cristòfol. S'hi conserven les cases de Can Llinarès i Can Monells, i els antics noms d'altres cases: Can Delcamp, Can Lacroix, Can Maria, Can Pagès i Can Roger. Hi ha algunes restes del Castell de Llúgols.
Llúgols tenia un petit veïnat, Llúgols de Dalt, al nord-oest, prop del qual hi havia l'església romànica, ara en ruïnes, de Sant Sadurní d'Eroles.